# Liste der Nachlässe im Staatsarchiv Aargau
Die Liste enthält die im Staatsarchiv Aargau vorhandenen schriftlichen Nachlässe mit ihren Signaturen.
| Name                                                                                  | Geboren | Gestorben | Signatur/Link                                               | Laufmeter | Bemerkungen (Bestand) |
| ------------------------------------------------------------------------------------- | ------- | --------- | ----------------------------------------------------------- | --------- | --- |
| Josef Ackermann                                                                       | 1873    | 1959      | NL.A-0001                                                   | 0,15      | „Materialien zum Werk, Werke: Dokumentation über die Gemeinden Hellikon AG, Wegenstetten AG und das Fricktal. Archäologie im Fricktal, Ortsgeschichte, Heimatkunde, Volkskunde, Sagen, Schulwesen, Jugenderinnerungen, Humoristisches, Statistik, Fotos, Zeitungsausschnitte, Postkarten“                                                                                                   |
| Johannes Ammann                                                                       | 1881    | 1947      | Nachlässe                                                   | 0,10      | Diverses, Genealogie |
| Alfred Amsler (1928–1938)                                                             | 1870    | 1940      | NL.A-0002                                                   | 0,10      | „Materialien zum Werk, Werke: Aufzeichnungen und Dokumentation über Geologie und Flurnamen im Raum Schinznach AG. Eisenerzabbau in Herznach AG“ |
| Jakob Amsler                                                                          | 1788    | 1862      | Nachlässe                                                   | 0,10      | „Unterlagen zur Person, persönliche Papiere (Urkunden)“ |
| Heinrich Anacker (ca. 1951 – ca. 1988)                                                | 1901    | 1971      | NL.A-0003                                                   | 0,50      | „Materialien zum Werk, Werke: Arbeiten als Mundartdichter, Gedichte und Verse mit Vertonungen von Wilhelm Hildebrand. Tonträger (Langspielplatte, Musikkassetten)“ |
| Kaspar Arnold                                                                         | 1836    | 1879      | Nachlässe                                                   | 0,10      | „Briefe, Diverses, persönliche Papiere, Lebenserinnerungen, Drucke“ |
| Johann Jakob Bäbler                                                                   | 1836    | 1900      | Nachlässe                                                   | 1,5       | „Materialien zum Werk, Sammlung aargauischer Flurnamen“ |
| Karl Ballmer                                                                          | 1891    | 1958      | Nachlässe                                                   | 1,7       | „Briefe, Materialien zum Werk, literarische Manuskripte, Abschriften, Zeitungsausschnitte, Rezensionen von Ausstellungen“ |
| Joseph Balmer                                                                         | 1828    | 1918      | Nachlässe (Depositum der historischen Gesellschaft Freiamt) | 0,3       | „Materialien zum Werk (betr. Abtwil, Freiamt), Diverses“ |
| Franz Urs Balthasar                                                                   | 1689    | 1763      | Nachlässe                                                   | 0,1       | „Diverses, Werke“ |
| Samuel Bär                                                                            | 1818    | 1889      | Nachlässe                                                   | 0,1       | „Unterlagen zur Person, persönliche Papiere“ |
| Emil Baumann                                                                          | 1847    | 1915      | Nachlässe                                                   | 0,1       | „Diverses, Notizheft von 1897 (betr. Orts- und Kirchengeschichte von Birr)“ |
| Fritz Baumann                                                                         | 1894    | 1992      | Nachlässe                                                   | 0,4       | „Diverses, Familienarchiv, Verträge, Akten, Zeitungsausschnitte“ |
| Johann Baptist Baur                                                                   | 1783    | 1851      | Nachlässe                                                   | 0,1       | „Diverses, Tagebücher 1848/50“ |
| Kaspar Belliger                                                                       | 1790    | 1845      | Nachlässe                                                   | 0,1       | „Briefe, Diverses, wissenschaftliche und künstlerische Vorarbeiten, Bildmaterial (Graphik)“ |
| Anna-Klara-Hedwig Bertuch-Widmer (Pseudonym: Hanna Fröhlich, von Lenzburg und Hausen) | 1867    | 1924      | Nachlässe                                                   | 0,1       | „Diverses, Notizbuch“ |
| Karl Georg Otto Blattner                                                              | 1834    | 1901      | Nachlässe                                                   | 0,1       | „Diverses, Bildmaterial (Photographien und Silhouetten von Personen aus seiner Studienzeit, 1849–1854 in Aarau)“ |
| Gottfried Boesch                                                                      | 1915    | 1983      | Nachlässe                                                   | 7,7       | „Materialien zum Werk, Diverses, Arbeiten seiner Studenten, Notizen, Zeitungsausschnitte. Zum Nachlass gehört ein Depositum betr. die Freiherren von Eschenbach.“ |
| Otto Bohler                                                                           | 1879    | 1955      | Nachlässe                                                   | 1,9       | „Unterlagen zur Person, Briefe, Materialien zum Werk“ |
| Georg Boner                                                                           | 1908    | 1991      | Nachlässe                                                   | 0,9       | „Materialien zum Werk (Kantons- und Lokalgeschichte), Werke, Urkundenabschriften“ |
| Reinhold Bosch                                                                        | 1887    | 1973      | Nachlässe                                                   | 5,1       | „Briefe, Materialien zum Werk, Notizen, Arbeiten zur Lokal- und Kantonsgeschichte, Genealogisches, Bildmaterial (Photographien), Mustersammlung (Strohindustrie)“ |
| Johann Nepomuk Xaver Brentano                                                         | 1775    | 1839      | Nachlässe                                                   | 0,1       | „Werke“ |
| Franz Xaver Bronner                                                                   | 1758    | 1850      | Nachlässe                                                   | 1,7       | „Unterlagen zur Person, Briefe, Materialien zum Werk, Diverses, Werke, wissenschaftliche Vorarbeiten (Mathematik, Meteorologie, Geschichte), Gedichte, Protokolle des Schulrates von Kasan (1811–1817), Reisebeschreibungen“ |
| Marianna (Anna Maria) Bronner                                                         | 1901    | 1972      | Nachlässe                                                   | 0,2       | „Diverses, Kriegstagebücher 1939–1946, Zeitungsausschnitte, Bildmaterial“ |
| Arnold Büchli                                                                         | 1885    | 1970      | Nachlässe                                                   | 0,2       | „Briefe, Materialien zum Werk, Zeitungsausschnitte, Rezensionen“ |
| Heinrich Bullinger                                                                    | 1504    | 1575      | Nachlässe                                                   | 0,9       | „Werke“ |
| Samuel Dätwyler                                                                       | 1814    | 1891      | Nachlässe                                                   | 0,1       | „Unterlagen zur Person, Briefe, Diverses, Akten (betr. Sonderbundsfeldzug)“ |
| Jean-André Deluc                                                                      | 1727    | 1817      | Nachlässe                                                   | 0,1       | „Briefe (Korrespondenz mit J.G. Zimmermann). Die Briefe sind Teil des Nachlasses von J.G. Zimmermann.“ |
| Annie, Baronin von Derschau (1801–)                                                   |         |           | Nachlässe                                                   | 0,1       | „Briefe, Materialien zum Werk, Diverses, Gedichte, Lebenserinnerungen. Der Nachlass gehört zum Nachlass von Franz-Max Herzog.“ |
| Johann Rudolf Dolder                                                                  | 1753    | 1807      | Nachlässe                                                   | 0,1       | „Unterlagen zur Person, Diverses, Akten (betr. Wolf Dreifuss)“ |
| Robert Dorer                                                                          | 1830    | 1893      | Nachlässe                                                   | 0,1       | „Briefe (Briefwechsel mit E. Tanner, Fürsprecher, bezüglich Denkmal für Oberst und Landammann Schwarz)“ |
| Jadwiga Maria Dorosz                                                                  | 1905    | 1946      | Nachlässe                                                   | 0,3       | „Unterlagen zur Person, Briefe, Materialien zum Werk, Lebenserinnerungen“ |
| Eduard Dössekel                                                                       | 1810    | 1890      | Nachlässe                                                   | 0,4       | „Unterlagen zur Person, Briefe, Materialien zum Werk, Werke“ |
| Paul Dubler                                                                           | 1898    | 1970      | Nachlässe                                                   | 0,6       | „Briefe, Diverses, Akten, geschäftliche Korrespondenz“ |
| Eugen Ehrmann                                                                         | 1867    | 1946      | Nachlässe                                                   | 0,1       | „Materialien zum Werk, Werke, Reden“ |
| Oskar Erismann                                                                        | 1844    | 1918      | Nachlässe                                                   | 0,1       | „Materialien zum Werk, Diverses, Werke, Lebenserinnerungen von Clara Balsiger-Erismann, Chronik der "Fischer von Reinach"“ |
| Emil Heinrich Erny                                                                    | 1868    | 1949      | Nachlässe                                                   | 0,2       | „Unterlagen zur Person, Diverses, Protokolle, Bildmaterial (Photographien)“ |
| Ernst-August Evers                                                                    | 1779    | 1823      | Nachlässe                                                   | 0,4       | „Unterlagen zur Person, Briefe, Diverses, Vorlesungsnachschriften (Halle 1798–1800, u. a. F.A. Wolf)“ |
| Josef Thomas Fassbind                                                                 | 1755    | 1824      | Nachlässe                                                   | 0,1       | „Werke (betr. Kanton Schwyz)“ |
| Andreas Fehlmann                                                                      | 1796    | 1854      | Nachlässe                                                   | 0,1       | „Unterlagen zur Person, Briefe, Lebenserinnerungen, Gedichte“ |
| Johann Karl Fetzer                                                                    | 1768    | 1847      | Nachlässe                                                   | 0,1       | „Werke, wissenschaftliche Vorarbeiten (betr. Fricktal und Kanton Aargau)“ |
| Johann-Heinrich Fischer                                                               | 1790    | 1861      | Nachlässe                                                   | 0,1       | „Unterlagen zur Person, Briefe, Materialien zum Werk, Diverses, Familienchronik, Rechnungen“ |
| Johann Baptist Ignaz Fischinger                                                       | 1768    | 1844      | Nachlässe                                                   | 0,1       | „Werke, wissenschaftliche Vorarbeiten (betr. Bezirk Rheinfelden)“ |
| Elisabeth Flühmann                                                                    | 1851    | 1929      | Nachlässe                                                   | 0,2       | „Materialien zum Werk, Werke, Zeitungsausschnitte“ |
| Adolf Frey                                                                            | 1855    | 1920      | Nachlässe                                                   | 0,1       | „Briefe, Diverses, Notizbuch (1900–1918), Gedichte“ |
| Adolf Ernst Frey                                                                      | 1828    | 1904      | Nachlässe (Depositum Gustav Adolf Frey-Bally)               | 0,1       | „Briefe, Diverses, Druckschriften“ |
| Arthur Frey                                                                           | 1879    | 1959      | Nachlässe                                                   | 2,3       | „Unterlagen zur Person, Briefe, Materialien zum Werk, Lebenserinnerungen, Werke, Reden, Vorträge, Sammlung von Autographen. Der Nachlass betrifft auch die Töchter Elisabeth und Margaritha [1879–1991].“ |
| Friedrich Frey                                                                        | 1806    | 1884      | Nachlässe                                                   |           | „Unterlagen zur Person, persönliche Papiere, Dokumente“ |
| Jakob Frey                                                                            | 1824    | 1875      | Nachlässe                                                   | 0,6       | „Unterlagen zur Person, Briefe, Materialien zum Werk, Werke. Der Nachlass betrifft auch die Familie Jakob Freys [1824–1920]“ |
| Friedrich Frey-Herosé                                                                 | 1801    | 1873      | Nachlässe                                                   | 0,1       | „Unterlagen zur Person, Briefe, Lebenserinnerungen, Tagebücher (Tagebuch zum Studienaufenthalt in Paris 1820–1821), Akten“ |
| Viktor Fricker                                                                        | 1906    | 1977      | Nachlässe                                                   | 0,2       | „Briefe, Materialien zum Werk, Diverses, Abschriften“ |
| Josef Venerand Friedrich                                                              | 1771    | 1847      | AA 9517                                                     | 0,1       | „Materialien zum Werk, Aktensammlung (betr. Consulta in Paris 1802/1803), Aufzeichnungen (betr. Fricktal)“ |
| Leonz Füglistaller                                                                    | 1768    | 1840      | Nachlässe                                                   | 0,9       | „Unterlagen zur Person, Briefe, Materialien zum Werk, wissenschaftliche Vorarbeiten zur deutschen Sprachgeschichte und Grammatik“ |
| Charles de Gimbernat                                                                  | 1788    | 1834      | Nachlässe                                                   | 0,1       | „Briefe, Gutachten betr. Bäder von Baden“ |
| Jakob Gloor                                                                           | 1841    | 1925      | Nachlässe                                                   | 0,1       | „Unterlagen zur Person, Briefe, Diverses, Geschäftspapiere“ |
| René Gloor                                                                            | 1881    | 1930      | Nachlässe                                                   | 0,3       | „Briefe, Materialien zum Werk (betr. Reformation im Aargau), Bildmaterial (Photographien), Biographien (Johannes Weber, Caspar Frey, Peter Kunz, Johannes Haller)“ |
| August Edmund Gouzy                                                                   | 1831    | ?         | Nachlässe                                                   | 0,1       | „Wissenschaftliche Vorarbeiten“ |
| Adele Guggenheim, genannt Alis                                                        | 1896    | 1958      | Nachlässe                                                   | 0,1       | „Materialien zum Werk, Bildmaterial (Photographien ihrer Bilder)“ |
| Alfred Häberle                                                                        | 1916    | 2005      | Nachlässe                                                   | 0,1       | „Diverses, Abschriften (Kirchenbücher der katholischen Kirchgemeinde Aaraus, 1804–1856), Regesten zur Biographie von Pfarrer Georg Siegrist (1788–1866)“ |
| Johann Haberstich                                                                     | 1821    | 1891      | Nachlässe                                                   | 0,2       | „Diverses, Vorlesungsnachschriften (aus der Studienzeit in Heidelberg)“ |
| Sophie Haemmerli-Marti                                                                | 1868    | 1942      | Nachlässe                                                   | 0,1       | „Unterlagen zur Person, Briefe, Materialien zum Werk, Bildmaterial (Photographien), Sprüche, Idiotismen und Wörter zur aargauischen Mundart, Zeitungsausschnitte, Verzeichnis des Hauptnachlasses (Lenzburg, Museum Burghalde)“ |
| Hieronimus Hagenbuch                                                                  | 1813    | 1878      | Nachlässe                                                   | 0,4       | „Unterlagen zur Person, Briefe, Diverses, Tagebücher, Predigten“ |
| Georg Andreas Hagnauer                                                                | 1783    | 1848      | Nachlässe                                                   | 0,2       | „Unterlagen zur Person, Briefe, Materialien zum Werk, Werke, Lebenserinnerungen“ |
| Gottlieb Hagnauer                                                                     | 1796    | 1880      | Nachlässe                                                   | 0,1       | „Unterlagen zur Person, Briefe, Lebenserinnerungen, Akten (betr. Polen-Komitee in Aarau)“ |
| Nold Halder                                                                           | 1899    | 1967      | Nachlässe                                                   | 2,0       | „Materialien zum Werk, Musikhandschriften, Notizen, Arbeiten zur Kantonsgeschichte und Geschichte der Kantonsbibliothek, Vorträge“ |
| Paul Haller                                                                           | 1882    | 1920      | Nachlässe                                                   | 0,5       | „Unterlagen zur Person, Briefe, Materialien zum Werk, Werke (Abschriften von seinem Bruder), Predigten, Skizzenbücher, Bildmaterial, Zeitungsausschnitte, Druckschriften“ |
| Gottlieb Härri (Pseudonym: Linus vom/auf Homberg)                                     | 1845    | 1914      | Nachlässe                                                   | 0,1       | „Materialien zum Werk, Werke“ |
| Hans Hässig                                                                           | 1860    | 1936      | Nachlässe                                                   | 0,3       | „Diverses, Vorlesungsnachschriften“ |
| Arnold Hauri                                                                          | 1871    | 1944      | Nachlässe                                                   | 0,3       | „Diverses, Sammlung von Quellen, Bildmaterial (Offiziersporträts)“ |
| Karl (Charles) Häusermann                                                             | 1886    | 1938      | Nachlässe                                                   | 0,1       | „Unterlagen zur Person, Materialien zum Werk, Diverses, Werke“ |
| Rudolf junior Häusermann                                                              | 1871    | 1942      | Nachlässe                                                   | 0,6       | „Unterlagen zur Person, Materialien zum Werk, Diverses, Familiengeschichte, Musikhandschriften, Sammlung von Gesangsfest-Abzeichen, Konzertprogramme, gedrucktes Notenmaterial“ |
| Friedrich Häusler                                                                     | 1806    | 1882      | Nachlässe                                                   | 0,1       | „Briefe, Lebenserinnerungen“ |
| Mathias Hefti-Gysi                                                                    | 1894    | 1961      | Nachlässe                                                   | 0,1       | „Materialien zum Werk, Werke, lokale Sagen, Naturwissenschaftliches“ |
| Karl Henckell                                                                         | 1864    | 1929      | Nachlässe                                                   | 1,4       | „Unterlagen zur Person, Briefe, Materialien zum Werk, Diverses“ |
| Franz-Max Herzog                                                                      | 1911    | 1961      | Nachlässe                                                   | 0,3       | „Materialien zum Werk, Diverses, Werke, Rezensionen“ |
| Hans Herzog                                                                           | 1858    | 1929      | Nachlässe                                                   | 2,3       | „Unterlagen zur Person, Briefe, Materialien zum Werk, Werke, Material zur Biographie von Beat Fidel Zurlauben, Bildmaterial (Graphik, Photographien)“ |
| Hans (Karl Johann) Herzog                                                             | 1819    | 1894      | Nachlässe                                                   | 1,7       | „Unterlagen zur Person, Briefe, Materialien zum Werk, Werke, Notizen und Akten betr. Militär, Bildmaterial (Photographien), Pläne“ |
| Johannes Herzog von Effingen                                                          | 1773    | 1840      | Nachlässe                                                   | 2,9       | „Unterlagen zur Person, Briefe, Materialien zum Werk, Akten, Verträge, Kopialbücher“ |
| Hermann Hesse                                                                         | 1861    | 1948      | Nachlässe                                                   | 0,1       | „Materialien zum Werk, Musikhandschriften“ |
| Samuel Heuberger                                                                      | 1854    | 1929      | Nachlässe                                                   | 0,4       | „Briefe, Materialien zum Werk, Diverses, Abschriften von Urkunden, Arbeiten zu Brauchtum und Brugger Bürgergeschlechtern“ |
| Jakob Horlacher                                                                       | 1863    | 1933      | Nachlässe                                                   | 0,1       | „Diverses, Wappentafeln (aargauische Gemeindewappen, Brugger Bürgergeschlechter), Genealogisches“ |
| Johann Jakob Huber                                                                    | 1823    | 1899      | Nachlässe                                                   | 0,3       | „Diverses, Dorfchronik von Lupfig AG“ |
| David Guillaume Huguenin, genannt Maire Huguenin                                      | 1765    | 1842      | Nachlässe                                                   |           | „Werke, wissenschaftliche Vorarbeiten (betr. Neuchâtel und Valangin)“ |
| Gottlieb Hünerwadel                                                                   | 1744    | 1820      | Nachlässe                                                   | 0,1       | „Unterlagen zur Person, Briefe, Gutachten (betr. Kirchenverfassung im Kt. Aargau), Lebenserinnerungen“ |
| Jakob Hunziker                                                                        | 1827    | 1901      | Nachlässe                                                   | 7,2       | „Unterlagen zur Person, Materialien zum Werk, Werk (Sprach-, Ortsnamen- und Bauernhausforschung), Bildmaterial (Photographien, Sammlung von Photoplatten zum Schweizer Haus, Zeichnungen), Pläne, Vorträge, Statistiken“ |
| Josef Victor Hürbin                                                                   | 1831    | 1915      | Nachlässe                                                   | 0,1       | „Diverses, Vorlesungsnachschriften zum Kirchenrecht (Freiburg i.Br. 1857/58)“ |
| Gabriel Hürner                                                                        | 1709    | 1750      | Nachlässe                                                   | 0,1       | „Reise-Tagebücher 1736–1738“ |
| Bernhard Isler                                                                        | 1783    | 1862      | Nachlässe                                                   | 0,1       | „Diverses, Kriegstagebuch 1812/13“ |
| Johann Baptist Jehle                                                                  | 1773    | 1847      | AA9516                                                      | 0,1       | „Diverses, Tagebuch und Akten 1802–1804“ |
| Leo Jud                                                                               | 1482    | 1542      | Nachlässe                                                   |           | „Briefe, Abschriften“ |
| Jakob Käser                                                                           | 1820    | 1874      | Nachlässe                                                   | 0,2       | „Diverses, Haushaltbücher 1850–1865, Unterrichtshilfen, Musikhandschriften“ |
| Hans Käslin                                                                           | 1867    | 1955      | Nachlässe                                                   | 0,3       | „Unterlagen zur Person, Briefe (Briefwechsel mit Prof. Dr. Günther Werner 1939–1955), Materialien zum Werk, Werke, künstlerische und wissenschaftliche Vorarbeiten, Dokumente, Nachrufe, Zeitungsausschnitte“ |
| Arnold Kaspar junior (ca. 1855 – ca. 1880)                                            | 1836    | 1879      | NL.A-0004                                                   | 0,05      | „Unterlagen zur Person / Familie: Biographisches, persönliche Papiere, Tagebuch 1859. Briefe: Private und berufliche Briefe an Kaspar Arnold. Materialien zum Werk, Werk: Publikationen, Lehrmittel und Referate zu Themen der Bildung und Erziehung wie Lehrplan an Gemeindeschulen, Realunterricht an Volksschulen, Rechtschreibung und Zeichensetzung, Erziehungsaufgaben der Mutter“    |
| Arnold Keller                                                                         | 1841    | 1934      | Nachlässe                                                   | 1,1       | „Unterlagen zur Person, Diverses, Bildmaterial (Photographien), Tagebücher, Reisebeschreibungen, Zeitungsausschnitte, Stammbaum der Familie Augustin Keller“ |
| Augustin Keller                                                                       | 1805    | 1883      | Nachlässe                                                   | 1,3       | „Unterlagen zur Person, Briefe, Diverses, Lebenserinnerungen, Werke (Nachschriften), Bildmaterial (Photographien, Porträts)“ |
| Georg Viktor Keller                                                                   | 1760    | 1827      | Nachlässe                                                   | 0,5       | „Materialien zum Werk, Werke, wissenschaftliche Vorarbeiten (Diplomatik, Kirchengeschichte der Diözesen Augsburg und Eichstätt)“ |
| Gottfried Keller 2                                                                    | 1873    | 1945      | Nachlässe                                                   | 0,3       | „Diverses, Reden“ |
| Jakob Keller                                                                          | 1843    | 1900      | Nachlässe                                                   | 0,7       | „Unterlagen zur Person, Briefe, Materialien zum Werk, Werke“ |
| Johann Keusch                                                                         | 1786    | 1865      | Nachlässe                                                   | 0,9       | „Materialien zum Werk, Pläne, Berechnungen, Haus- und Zinsbücher, Dorfchronik Boswil 1728–1795, Tagebücher, Agenden, Druckschriften über Baukunst, Verträge, Zeitungsausschnitte, Arbeitsjournal“ |
| Samuel Koprio                                                                         | 1864    | 1921      | Nachlässe                                                   | 0,5       | „Materialien zum Werk, Werke, Ortsgeschichte von Windisch, Arbeiten zu Windischer Geschlechtern und zur Kirchengeschichte, Notizen, Abschriften, Zeitungsausschnitte“ |
| Samuel Lauper                                                                         | 1779    | ?         | Nachlässe                                                   | 0,1       | „Unterlagen zur Person, Briefe“ |
| Felix Lindinner                                                                       | 1729    | 1807      | Nachlässe                                                   | 1,4       | „Briefe (Korrespondenz der Interimsregierung Zürich 1799; Felix Lindinner, Sohn), Materialien zum Werk, Werke, Sammlung von Urkunden und Akten zur eidgenössischen und zürcherischen Geschichte. Der Nachlass stammt aus dem Nachlass von Johann Heinrich David Zschokke (1771–1848).“ |
| Melchior Lüscher                                                                      | 1769    | 1828      | Nachlässe                                                   | 0,1       | „Diverses, Familiengeschichte Lüscher von Oberentfelden“ |
| Albert Matter                                                                         | 1885    | 1957      | Nachlässe                                                   | 0,3       | „Materialien zum Werk, Werke, Geschichte der Gemeinde Kölliken, Bildmaterial (Photographien)“ |
| Albert Maurer                                                                         | 1882    | 1962      | Nachlässe                                                   | 0,3       | „Materialien zum Werk, Zeitungsausschnitte (betr. Kantonspolitik)“ |
| Seraphin Meier                                                                        | 1857    | 1928      | Nachlässe                                                   | 0,4       | „Materialien zum Werk, Werke, Ortsgeschichtliches von Tägerig“ |
| Hermine Merz                                                                          | 1865    | 1953      | Nachlässe                                                   | 0,2       | „Unterlagen zur Person, Materialien zum Werk, Lebenserinnerungen“ |
| Walther Merz                                                                          | 1868    | 1938      | Nachlässe                                                   | 0,1       | „Materialien zum Werk, Notizen (Karteien), Manuskript (Repertorium des Aargauischen Staatsarchivs)“ |
| Jakob Reinhard Meyer                                                                  | 1883    | 1966      | Nachlässe                                                   | 0,2       | „Unterlagen zur Person, Materialien zum Werk, Werke (betr. Herrschaft Rued), Sammlung von Quellen zur Geschichte der Herrschaften Rued, Schöftland und des Ruedertals, Bildmaterial (Photographien, Exlibris)“ |
| Johann Meyer                                                                          | 1791    | 1833      | Nachlässe                                                   | 0,1       | „Unterlagen zur Person, Materialien zum Werk, Lebenserinnerungen, Werke, Geschäftsbuch“ |
| Johann Rudolf Meyer                                                                   | 1739    | 1813      | Nachlässe                                                   | 0,1       | „Unterlagen zur Person, Briefe, Diverses, Kopialbuch 1802/1804, Sackbüchlein“ |
| Casimir Mösch                                                                         | 1827    | 1898      | Nachlässe                                                   | 0,1       | „Materialien zum Werk, Beiträge zur geologischen Karte der Schweiz von Mösch (1867)“ |
| Friedrich Mühlberg                                                                    | 1840    | 1915      | Nachlässe                                                   | 0,3       | „Briefe, Materialien zum Werk, Werke (Manuskripte, Dissertation)“ |
| Clara Müller                                                                          | 1862    | 1929      | Nachlässe                                                   |           | „Diverses, Druckschriften, Bildmaterial (Photographien ihrer Gemälde). Der Nachlass ist Teil des Nachlasses von Johann Rudolf Müller“ |
| Hermann Müller                                                                        | 1836    | 1910      | Nachlässe                                                   | 1,2       | „Briefe, Materialien zum Werk, Vorlesungsmanuskripte, Schulakten, Vorträge, Predigten, Bildmaterial (Photographien)“ |
| Johann Rudolf Müller                                                                  | 1824    | 1894      | Nachlässe                                                   | 0,2       | „Unterlagen zur Person, Briefe, Materialien zum Werk, Werke, Lebenserinnerungen, Tagebücher, Bildmaterial (Photographien), Geschäftspapiere“ |
| Franz Xaver Münzel                                                                    | 1882    | 1969      | Nachlässe                                                   | 0,1       | „Diverses, Bildmaterial (Stiche, Abbildungen), Druckschriften zu Baden“ |
| Arnold Friedrich Niggli                                                               | 1843    | 1927      | Nachlässe                                                   | 0,1       | „Materialien zum Werk, Manuskripte seiner Dichtungen“ |
| Richard Arthur Nüscheler                                                              | 1877    | 1950      | Nachlässe                                                   | 0,1       | „Materialien zum Werk, Glasplatten“ |
| Arnold Nüscheler-Usteri                                                               | 1811    | 1897      | Nachlässe                                                   | 0,2       | „Materialien zum Werk und Pfarrberichte (betr. Gotteshäuser im Kanton Aargau), Diverses“ |
| Johann Friedrich Rauchenstein                                                         | 1812    | 1889      | Nachlässe                                                   | 0,4       | „Briefe, Materialien zum Werk, Reden, Schulakten, Vorlesungsnachschriften“ |
| Rudolf Rauchenstein                                                                   | 1798    | 1879      | Nachlässe                                                   | 0,5       | „Unterlagen zur Person, Briefe, Materialien zum Werk, Lebenserinnerungen, Notizbücher, Nachrufe, Akten (betr. Kantonsschule), Vorlesungsnachschriften, Zeichnungen, Manuskripte“ |
| Traugott Richard                                                                      | 1823    | 1899      | Nachlässe                                                   | 0,1       | „Materialien zum Werk, Bildmaterial (Photographien betr. Schweizer Trachten)“ |
| Martha Ringier                                                                        | 1874    | 1967      | Nachlässe                                                   | 0,1       | „Diverses, Bildmaterial (Photographien), Werke, Zeitungsausschnitte“ |
| Ernst Ludwig Rochholz                                                                 | 1809    | 1892      | Nachlässe                                                   | 2,3       | „Unterlagen zur Person, Briefe, Materialien zum Werk (Sagenforschung, Volkskunde), Bildmaterial (Zeichnungen, Bildertafeln betr. Gebildbrot). Der Nachlass betrifft auch die Familie Rochholz-Schibler (bis 1921)“ |
| Gottlieb Rodel                                                                        | 1899    | 1974      | Nachlässe                                                   | 2,1       | „Diverses, Sammlung G.A. Scartazzini-Sammlung (Dante-Forschung), Lokalhistorisches (betr. Seetal, Strohindustrie), Notizen, Zeitungsausschnitte, Bildmaterial (Photographien)“ |
| Alois Ruepp                                                                           | 1785    | 1832      | Nachlässe                                                   | 0,1       | „Unterlagen zur Person, Diverses, Rezeptbuch“ |
| Remigius Sauerländer                                                                  | 1882    | 1961      | Nachlässe                                                   | 0,6       | „Unterlagen zur Person, Diverses, Militärakten, Tagebücher 1912–1918, Bildmaterial (Photographien), Akten (betr. Veteranenvereinigung Füs. Bat. 46)“ |
| Johann Rudolf Schädelin                                                               | 1818    | 1879      | Nachlässe                                                   | 0,1       | „Diverses, Aufzeichnungen zur Herrschaft Rued“ |
| Karl Schauenberg                                                                      | 1802    | 1881      | Nachlässe                                                   |           | „Werk (Geographie des Kantons Aargau für Schulen und Selbstunterricht)“ |
| Karl-Friedrich Schaufelberger                                                         | 1920    | 1945      | Nachlässe                                                   | 0,2       | „Briefe, Materialien zum Werk, Diverses, Werke, Tagebücher“ |
| Udalrich Joseph Schaufelbühl                                                          | 1789    | 1856      | Nachlässe                                                   | 2,6       | „Briefe, Materialien zum Werk, medizinische Arbeiten, Akten und Verträge (Zurzacher Messe 1768–1843), Akten zur politischen Tätigkeit, Zurzacher Krankenbücher, Rechnungen. Der Nachlass betrifft auch Franz Joseph Schaufelbühl (1756–1824), Arzt, Grossrat.“ |
| Joseph Victor von Scheffel                                                            | 1826    | 1886      | Nachlässe                                                   | 0,1       | „Briefe Siehe auch Klose, Karl“ |
| Adolf Scheurmann                                                                      | 1861    | 1947      | Nachlässe                                                   | 0,1       | „Werke, wissenschaftliche Vorarbeiten (betr. Aarburg), Bildmaterial (Photographien)“ |
| Johann Oskar Schibler                                                                 | 1862    | 1932      | Nachlässe                                                   | 0,6       | „Unterlagen zur Person, Briefe, Diverses, Akten (Bürgerwehr), Sammlungen zur Zeit des Ersten Weltkriegs (Geld, Rationierungskarten, Bildmaterial)“ |
| Wilhelm Schinz                                                                        | 1739    | 1806      | Nachlässe                                                   | 0,1       | „Unterlagen zur Person, Biographie (verfasst von seinem Sohn, Johann Heinrich Schinz)“ |
| Jakob Gustav Schmidt-Hagnauer                                                         | 1831    | 1901      | Nachlässe                                                   | 0,1       | „Materialien zum Werk“ |
| Johann Nepomuk von Schmiel                                                            | 1774    | 1850      | Nachlässe                                                   | 0,6       | „Unterlagen zur Person, Briefe, Materialien zum Werk, Tagebücher, Agenda, militärische und politische Schriften“ |
| Karl Johann Friedrich Schröter                                                        | 1826    | 1886      | Nachlässe; Urk. Schröter                                    | 1,1       | „Briefe, Materialien zum Werk (betr. aargauisches Kirchenwesen, Fricktal, Herrschaft Rheinfelden), Werke, Sammlung von Urkunden (betr. Herrschaft Rheinfelden), Vorlesungsnachschriften“ |
| Johann Melchior Schuler                                                               | 1779    | 1859      | Nachlässe                                                   | 1,1       | „Materialien zum Werk, wissenschaftliche Vorarbeiten, Werke, Kollektaneen zur Pädagogik, Schweizer- und Reformationsgeschichte, aargauische Biographien, Abschriften von Reformatorenkorrespondenz“ |
| Edmund Schulthess                                                                     | 1868    | 1944      | Nachlässe                                                   | 0,1       | „Diverses, Akten (betr. Kantonalpartei FDP, politische Tätigkeit als aargauischer Grossrat)“ |
| Albert Schumann                                                                       | 1835    | 1897      | Nachlässe                                                   | 0,9       | „Unterlagen zur Person, Briefe, Materialien zum Werk, Diverses, Werke, Bildmaterial (Porträts)“ |
| Gertrud Bertha Schwarz                                                                | 1868    | 1948      | Nachlässe                                                   | 0,1       | „Unterlagen zur Person, Briefe, Materialien zum Werk, Diverses, Bildmaterial (Photographien, Postkarten)“ |
| Friedrich Schweizer                                                                   | 1800    | 1885      | Nachlässe                                                   | 0,1       | „Unterlagen zur Person“ |
| Anton Senti                                                                           | 1887    | 1966      | Nachlässe                                                   | 0,2       | „Materialien zum Werk, Werke (Schauspiele), Bildmaterial (Porträts)“ |
| Hermann Siegfried                                                                     | 1819    | 1879      | Nachlässe                                                   | 0,1       | „Unterlagen zur Person, Briefe (betr. Militär)“ |
| Jean-Jacques Siegrist                                                                 | 1918    | 1992      | Nachlässe                                                   | 8,5       | „Materialien zum Werk, Diverses, Notizhefte, Karteien, Pläne und Karten zur Geschichte von Aargauer Gemeinden“ |
| Constantin Siegwart-Müller                                                            | 1801    | 1869      | Nachlässe                                                   | 0,1       | „Briefe“ |
| Leonhard von Soltau                                                                   | 1800    | 1846      | Nachlässe                                                   | 0,3       | „Sammlung niederdeutscher Volkslieder und Sprüche“ |
| Hans Matthias Speich (1927–1987)                                                      | 1928    | 1986      | NL.A-0259                                                   | 0,15      | „Unterlagen zur Person / Familie: Vier detailliert beschriftete Fotoalben mit Motiven über Kindheit im Elternhaus, die Lehrtätigkeit eit in Aarau mit Schulreisen und Lagern, die Aktivitäten als Pfadfinder und die militärische Laufbahn des Nachlassers von der Artillerie Rekrutenschule Monte Ceneri 1948 bis zur Zeit als Offizier in der Artillerie Offiziersschule Frauenfeld 1953“ |
| Karl Speidel                                                                          | 1887    | 1966      | Nachlässe                                                   | 1,7       | „Materialien zum Werk, Karteien (Flurnamen im Kt. Aargau), Bibliothek“ |
| Eduard Spiegelberg                                                                    | 1894    | 1952      | Nachlässe                                                   | 2,6       | „Materialien zum Werk, lokalgeschichtliche Arbeiten (betr. Limmattal und Wettingen), pädagogische Arbeiten, Notizen, Gedichte, Zeitungsausschnitte“ |
| Adolf Stäbli                                                                          | 1842    | 1901      | Nachlässe                                                   | 0,1       | „Briefe“ |
| Rudolf Stänz                                                                          | 1902    | 1961      | Nachlässe                                                   |           | „Diverses, Sammlung von Akten (betr. Friedrich Rudolf Müller (1800–1861), Familien Müller von Schöftland und Suter von Kölliken)“ |
| Philipp Albert Stapfer                                                                | 1766    | 1840      | Nachlässe                                                   | 0,1       | „Briefe“ |
| Erich Stirnemann                                                                      | 1904    | ?         | Nachlässe                                                   | 0,1       | „Materialien zum Werk, Werke (Dichtungen)“ |
| Otto Sutermeister                                                                     | 1832    | 1901      | Nachlässe                                                   | 0,1       | „Unterlagen zur Person, Werke (Gedichte)“ |
| Karl Rudolf Tanner                                                                    | 1794    | 1849      | Nachlässe                                                   | 0,4       | „Briefe, Diverses, Werke, Vorarbeiten zum Werk, Protokoll der Heidelberger Helvetica (1814–1816). Der Nachlass betrifft auch die Familie Tanner (bis 1903).“ |
| Ignaz Paul Vitalis Troxler                                                            | 1780    | 1866      | Nachlässe                                                   | 0,3       | „Materialien zum Werk, Werke, Biographie von Emil Spiess (Manuskript)“ |
| Johann Caspar Ulrich                                                                  | 1705    | 1768      | Nachlässe                                                   | 0,2       | „Materialien zum Werk, Werke, Sammlung zur Geschichte der Juden in der Schweiz (1768)“ |
| Eduard Vischer                                                                        | 1874    | 1946      | Nachlässe                                                   | 3,7       | „Briefe, Materialien zum Werk, Predigten, Reden, Akten (betr. Kleinkinderschule Rupperswil)“ |
| Alois Vock                                                                            | 1785    | 1857      | Nachlässe                                                   | 0,1       | „Briefe, Materialien zum Werk. Der Nachlass betrifft auch Joseph Franz Xaver Vock (1752–1828), Professor für Dogmatik.“ |
| Friedrich Salomon Vögelin                                                             | 1837    | 1888      | Nachlässe                                                   | 0,3       | „Materialien zum Werk, wissenschaftliche Vorarbeiten (betr. Aegidius Tschudi)“ |
| Franz Joseph Stephan Voitel                                                           | 1773    | 1839      | Nachlässe                                                   |           | „Diverses, Akten des Inquisitionstribunals Barcelona (1716–1718)“ |
| Franz Xaver Wagner                                                                    | 1805    | 1879      | Nachlässe                                                   | 0,1       | „Materialien zum Werk, Werke (Mariologisches)“ |
| Werner Wehrli                                                                         | 1892    | 1944      | Nachlässe                                                   | 8,0       | „Unterlagen zur Person, Briefe, Materialien zum Werk, Musikalien, Musikhandschriften“ |
| Plazid Weissenbach junior                                                             | 1841    | 1914      | Nachlässe                                                   | 0,1       | „Briefe, Materialien zum Werk, Bildmaterial (Photographien: Freiamt, Bremgarten), Akten (Eisenbahnlinie Bremgarten-Affoltern). Der Nachlass betrifft auch Placid Weissenbach, Vater (1814–1858), Jurist, Ständerat.“ |
| Friedrich Emil Welti                                                                  | 1857    | 1940      | Nachlässe; Urk. Welti                                       | 0,4       | „Materialien zum Werk (betr. Grafschaft Baden, Rheinfelden), Sammlung von Urkunden (betr. Grafschaft Baden)“ |
| Fidel Joseph Wieland                                                                  | 1797    | 1852      | Nachlässe                                                   | 0,1       | „Briefe, Diverses, Protokolle“ |
| August Heinrich Wieland-Meyer                                                         | 1871    | 1937      | Nachlässe                                                   | 0,1       | „Diverses, Bildmaterial (Photoalben betr. Aktivdienst 1916/17)“ |
| Friedrich Samuel Wildi                                                                | 1825    | 1905      | Nachlässe                                                   | 0,1       | „Unterlagen zur Person“ |
| Johann Willading                                                                      | 1630    | 1698      | Nachlässe                                                   | 0,1       | „Diverses, Werk (betr. Artillerie)“ |
| Jost Winteler                                                                         | 1846    | 1929      | Nachlässe                                                   | 2,4       | „Briefe, Materialien zum Werk, Gedichte, Reden, Aufsätze, Notizen, Zeitungsausschnitte, Tagebücher“ |
| Georg von Wyss                                                                        | 1816    | 1893      | Nachlässe                                                   | 0,3       | „Materialien zum Werk, Sammlung von Handschriften und Drucken zur Schweizer- und Reformationsgeschichte“ |
| Gottlieb Zehnder                                                                      | 1820    | 1901      | Nachlässe                                                   | 0,1       | „Unterlagen zur Person, Diverses, Bildmaterial (Photographien)“ |
| David Zimmerli                                                                        | 1792    | 1875      | Nachlässe                                                   | 0,1       | „Unterlagen zur Person, Lebenserinnerungen“ |
| Johann Georg Zimmermann                                                               | 1728    | 1795      | Nachlässe                                                   | 0,2       | „Briefe, Materialien zum Werk, Diverses, Bildmaterial (Porträts)“ |
| Reinhard Zimmermann (Pseudonym: Gerold Kalm)                                          | 1893    | 1960      | Nachlässe                                                   | 0,1       | „Materialien zum Werk, literarische Werke“ |
| Heinrich Zschokke                                                                     | 1771    | 1848      | Nachlässe; AA 9332                                          | 3,0       | „Unterlagen zur Person, Briefe, Materialien zum Werk, Diverses, wissenschaftliche Vorarbeiten, Werke, Akten (betr. seine Tätigkeit als Regierungskommissär der Helvetischen Republik), Notizbücher, Bildmaterial, Sammlung von Akten und Werken zur Schweizergeschichte. Der Nachlass betrifft auch Felix Lindinner (1728–1807).“                                                           |
| Theodor Karl Joseph Zschokke                                                          | 1806    | 1866      | Nachlässe                                                   | 2,4       | „Unterlagen zur Person, Briefe, Materialien zum Werk, Werke, Bildmaterial“ |
| Heinrich Zulauf                                                                       | 1889    | 1976      | xil.aspx?ID=167066 Nachlässe                                | 0,1       | „Diverses, Tagebuch mit Photographien (Erster Weltkrieg)“ |